# Heinrich von Helldorff (Landrat, 1833)

Heinrich von Helldorff als Bonner Preuße

Heinrich Ferdinand von Helldorff (* 10. Juli 1833 in Gleina; † 11. Mai 1876 in Zeitz) war ein preußischer Landrat.

## Leben
Er stammte aus der Adelsfamilie von Helldorff. Sein Vater war Bernhard von Helldorff (1806–1884) auf Gleina und dessen Ehefrau Therese Marianne Kunigunge Köhne (* 1. November 1811; † 28. September 1872).
Sein Vater kaufte für ihn 1860 das Rittergut Predel. Er besuchte die Landesschule Pforta und studierte Rechtswissenschaften in Bonn und Heidelberg. In Bonn war er Mitglied des Corps Borussia.
1861 wurde er kommissarischer Landrat des Kreises Zeitz im Regierungsbezirk Merseburg der preußischen Provinz Sachsen und Nachfolger von Albert von Holleuffer. Das Amt übernahm er dann 1863 endgültig. Aufgrund seines angeschlagenen Gesundheitszustandes konnte er das Landratsamt seit 1872 nicht mehr verwalten und bat 1873 um seine Dienstentlassung, die ihm gewährt wurde.
Helldorff heiratete am 8. September 1864 in Freistadt in Schlesien Olga von Trzebinsky (* 26. August 1840). Das Paar hatte mehrere Kinder.